# Sverre Pettersen
Sverre Pettersen (Fredrikstad, 1º gennaio 1903 – 19 febbraio 1985) è stato un calciatore norvegese, di ruolo centrocampista.

## Carriera

### Club
Pettersen giocò con la maglia del Fredrikstad dal 1921 al 1927.

### Nazionale
Conta una presenza per la Norvegia. Il 10 ottobre 1926, infatti, fu in campo nella sfida persa per 3-4 contro la Polonia.